# Accton
Die Accton Technology Corporation ist ein Unternehmen mit Sitz in Hsinchu in Taiwan, das Geräte für Rechnernetze entwickelt und herstellt. Gegründet wurde es im Februar 1988 von einer kleinen Gruppe junger Techniker.
Ungefähr 30 % der Mitarbeiter sind in der Forschung und Entwicklung tätig. Sie arbeiten beispielsweise an der Standardisierung von Fibre Channel. Kunden von Accton sind größtenteils Unternehmen derselben Branche, die Badge-Engineering betreiben.
1997 wurde SMC Networks in Irvine (Kalifornien) ein Teil von Accton. Als Netzwerksparte der Standard Microsystems Corporation hatte das neue Tochterunternehmen zwar dreimal so viel Umsatz wie Accton gemacht, aber dennoch Verlust. SMC Networks wurde die Marke von Accton für den Endkundenmarkt.